# Amy Harrison
Amy Bianca Harrison (* 21. April 1996 in Camden, New South Wales) ist eine australische Fußballspielerin, die seit 2022 bei den  Western Sydney Wanderers  unter Vertrag steht, für die sie schon von 2029 bis 2020 gespielt hat. Davor und dazwischen spielte sie von 2012 bis 2019 für den Sydney FC, mit dem sie in ihrer ersten und letzten Saison die australische Meisterschaft gewann, 2019 für Washington Spirit und von 2020 bis 2022 beim PSV Eindhoven. Zwischen 2015 und 2019 spielte sie dreizehnmal für die Australische Fußballnationalmannschaft der Frauen.

## Karriere

### Verein
Von 2012 bis 2019 spielte Harrison für den australischen Erstligisten Sydney FC in der W-League. In ihrer ersten Saison hatte sie zwar nur einen Kurzeinsatz von 21 Minuten, konnte aber gleich ihre erste Meisterschaft feiern. In der nächsten Saison wurde sie in zehn Saisonspielen eingesetzt und erzielte beim 2:1-Sieg gegen Adelaide United in der fünften Minute der Nachspielzeit mit ihrem ersten Ligator den Siegtreffer. Als Tabellenzweiter verloren sie dann aber das Halbfinale um die Meisterschaft mit 2:3 gegen Melbourne Victory. Auch 2014/15 kam sie auf zehn Ligaspiele mit zwei Toren. Als Vierte verloren sie das Halbfinale mit 0:3 gegen Perth Glory. 2015/16 hatte sie nur acht Einsätze und kam in den Finalspielen, in denen Sydney im Finale gegen Melbourne City mit 1:4 verlor, aufgrund eines Kreuzbandrisses nicht zum Einsatz. Sie kam dann erst in den beiden letzten Saisonspielen und im Halbfinale der Saison 2016/17 wieder zu Kurzeinsätzen. 2017/18 wurde sie in neun Saisonspielen eingesetzt, aber nicht in den Finalspielen, wo Sydney das Finale mit 0:2 gegen Melbourne City verlor. 2018/19 konnte sie nach 11 Spielen dann ihren zweiten Meistertitel mit Sydney feiern. Den australischen Winter verbrachte sie dann in der NWSL bei Washington Spirit. Als Fünfte der Punktspielrunde verpassten die Spirits die Finalrunde. Danach kehrte sie nach Sydney zurück und spielt nun für die Western Sydney Wanderers. Mit den Wanderers erreichte sie das Halbfinale in der Saison 2019/20, wo sie aber gegen den späteren Meister Melbourne City mit 1:5 verloren. Seit September 2020 spielt sie in der Eredivisie für PSV Eindhoven.  In der Qualifikation für die UEFA Women’s Champions League 2021/22 gewannen sie im Halbfinale der ersten Runde gegen Lokomotive Moskau mit 3:1. Das Finalspiel der ersten Runde verloren sie aber mit 1:3 gegen den Arsenal Women FC.

### Nationalmannschaft
Harrison nahm mit der U-17-Mannschaft an der U-16-Asienmeisterschaft 2011 teil, konnte aber nur ein Spiel gewinnen und sich damit nicht für die U-17-WM 2012 qualifizieren. Ähnlich verlief mit der U-19-Mannschaft die U-19-Asienmeisterschaft 2013, mit dem Unterschied, dass sie beim einzigen Sieg gegen Myanmar ein Tor erzielen konnte.
Im Mai 2014 wurde sie für die Fußball-Asienmeisterschaft der Frauen 2014 nominiert. Sie wurde aber nicht eingesetzt. Ihre Mannschaft erreichte das Finale gegen Weltmeister Japan, konnte den Titel von 2010 aber nicht verteidigen. Schon mit dem Halbfinaleinzug hatte sich die Mannschaft für die WM 2015 qualifiziert. Am 12. Februar 2015 spielte sie in Auckland beim 3:2-Sieg gegen Neuseeland erstmals für die A-Nationalmannschaft, wurde aber nicht für die WM 2015 nominiert.
2017 kam sie in drei Spielen beim Algarve-Cup zu Kurzeinsätzen von insgesamt 66 Minuten.
Für die Fußball-Asienmeisterschaft der Frauen 2018 wurde sie nicht nominiert. Ende Februar/Anfang März 2019 hatte sie drei Kurzeinsätze beim Cup of Nations und am 14. Mai 2019 wurde sie für die WM nominiert.  Bei der WM hatte sie nur einen Kurzeinsatz, als sie im Achtelfinale gegen Norwegen in der zweiten Minute der Nachspielzeit der Verlängerung beim Stand von 1:1 eingewechselt wurde, das Elfmeterschießen aber nicht mehr verhindern konnte. Da zwei ihrer Mitspielerinnen verschossen, die ersten vier Norwegerinnen aber trafen, kam sie dabei nicht zum Einsatz und schied mit ihrer Mannschaft aus.
Im November 2019 kam sie bei zwei Freundschaftsspielen gegen Chile zum Einsatz. Für die Qualifikation für die Olympischen Spiele 2020 wurde sie nicht nominiert. Sie wurde dann zwar wieder für zwei Freundschaftsspiele im Juni 2021 nominiert, aber nicht eingesetzt und dann auch nicht für die wegen der COVID-19-Pandemie um ein Jahr verschobenen Olympischen Spiele berücksichtigt.

## Erfolge
- 2012 und 2019: Meister der W-League (Sydney FC)
- 2019: Gewinn des Cup of Nations
- 2021: Niederländische Pokalsiegerin (ohne Finaleinsatz)